# Govern Transitori d'Unitat Nacional (Namíbia)
El Govern Transitori d'Unitat Nacional (En anglès Transitional Government of National Unity, TGNU), també conegut popularment com el Govern Interí (Interim Government), va ser el govern de Namíbia (aleshores oficialment Àfrica del Sud-oest) entre el juny de 1985 i el febrer de 1989.

## Antecedents
Després de la Conferència Constitucional de Turnhalle de 1975–1977, el 1978 es van celebrar les primeres eleccions multiracials de la història al territori ocupat, constituint-se una Assemblea General i un Consell de Ministres. Dirk Mudge va convertir-se en el director del consell. El 1972 les Nacions Unides ja havien decretat la SWAPO era "l'únic representant legítim" del poble namibi, però no va ser convidada a participar en la conferència de Turngalle i va boicotejar les eleccions posteriors. Així, el Consell de Seguretat de les Nacions Unides va decidir declarar que les eleccions havien estat nul·les i sense efecte i, per tant, el govern interí era il·legítim.
Després de la intervenció de l'Administrador-General sud-africà, el Consell de Ministres va dimitir, i el 18 de gener de 1983 Sud-àfrica va acceptar la dissolució tant dels cossos legislatiu com executiu sense anunciar unes noves eleccions, assumint de nou l'autoritat administrativa sobre l'Àfrica del Sud-oest.
El buit de poder va ser ocupat per administradors sud-africans. Willie van Niekerk va ser nomenat administrador-general del país i Jan F Greebe el nou cap executiu. Es va nomenar també una Comissió Judicial. No obstant, a conseqüència de la Resolució 532 del Consell de Seguretat de les Nacions Unides, que exigia l'acceleració del procés d'independència del territori, es va establir un Consell d'Estat el maig de 1983. El setembre següent aquest Consell va quedar obsolet a conseqüència de l'establiment de la Conferència Multipartita (Multi-Party Conference, MPC), consistent en 19 partits però, de nou, amb l'exclusió de la SWAPO. La MPC va emetre la Declaració de Windhoek sobre Principis Bàsics el 1984 i la Llei de Drets Fonamentals i Objectius, on s'exigia l'establiment d'un Govern Transitori d'Unitat Nacional per part de l'administració sud-africana, el 1985.

## Formació
El 17 de juny de 1985, es va instal·lar el Govern Transitori d'Unitat Nacional per part de l'Administrador-General sud-africà. Les seves accions legislatives i executives estaven subjectes a l'aprovació de les autoritats sud-africanes, amb el recentment nomenat administrador-general, Louis Pienaar, tenint dret a veto en totes les lleis que s'aprovessin. El TGNU era percebut com un govern client de Sud-àfrica que provocaria una reforma moderada però no seria capaç d'aconseguir el reconeixement de les Nacions Unides.
El cos estava dominat per l'Aliança Democràtica de Turnhalle (Democratic Turnhalle Alliance, DTA), aliança basada en criteris ètics i formada per partits polítics no elegits. El govern interí estava format per una Assemblea Nacional de 62 escons i un Consell de Ministres amb 8 ministeris. El repartiment va quedar amb 22 escons per la DTA, i 8 escons per cinc partits més petits: Partit Laborista (Labour Party, LP), Partit Nacional de l'Àfrica del Sud-oest (National Party of South West Africa, NP), Partit Democràtic Lliure de Rehoboth (Rehoboth Free Democratic Party), Unió Naciona de l'Àfrica del Sud-oest (South West Africa National Union, SWANU), i Demòcrates SWAPO (SWAPO Democrats, SWAPO-D). La posició de la DTA no era, tanmateix, tant important com en el govern sorgit de les eleccions de 1978, on havia ocupat 41 dels 50 escons. En aquest cas, els cinc partits més petits podien superar en vots a la DTA.
L'1 de març de 1989, el TNGU va ser suspès per la Resolució 435 del Consell de Seguretat de les Nacions Unides amb l'objectiu de donar pas a un govern independent, determinar per unes eleccions parlamentàries a celebrar el 1989. La SWAPO va guanyar les eleccions però no va aconseguir una majoria de dos terços que li hauria permès redactar una constitució a mida.

## Govern
El TNGU es va constituir en un sistema de rotació trimensual entre els membres del govern.
| Dates                               | Director                    | Ministeri                                         | Partit                            |
| ----------------------------------- | --------------------------- | ------------------------------------------------- | --------------------------------- |
| 17 juny 1985 — 16 setembre 1985     | Dawid Bezuidenhout          | Transport                                         | Labour Party                      |
| 17 setembre 1985 — 16 desembre 1985 | Hans Diergaardt             | Autoritats locals i afers cívics                  | Rehoboth Free Democratic Party    |
| 17 desembre 1985 — 16 març 1986     | Moses Katjikuru Katjiuongua | Força Laboral, Salut Pública i Benestar           | SWANU                             |
| 17 març 1986 — 16 juny 1986         | Fanuel Kozonguizi           | Justícia, Informació, Correus i Telecomunicacions | Democratic Turnhalle Alliance     |
| 17 juny 1986 — 16 setembre 1986     | Andrew Matjila              | Educació i Institució Central de Personal         | Democratic Turnhalle Alliance     |
| 17 setembre 1986 — 16 desembre 1986 | Dirk Mudge                  | Finances i Afers Governamentals                   | Democratic Turnhalle Alliance     |
| 17 desembre 1986 — 31 gener 1987    | Ebenezer van Zijl           | Agricultura, Aigua i Pesca                        | South West National Party         |
| 1 febrer 1987 — 30 abril 1987       | Andreas Shipanga            | Conservació Ambiental, Mineria, Comerç i Turisme  | SWAPO Democrats                   |
| 1 maig 1987 — 31 juliol 1987        | Dawid Bezuidenhout          | Transport                                         | Labour Party of Namibia           |
| 1 agost 1987 — 17 gener 1988        | Jan de Wet                  |                                                   | South West National Party         |
| 18 gener 1988 — 17 abril 1988       | Moses Katjikuru Katjiuongua | Força Laboral, Salut Pública i Benestar           | South West African National Union |
| 18 abril 1988 — 17 juliol 1988      | Andrew Matjila              | Educació i Institució Central de Personal         | Democratic Turnhalle Alliance     |
| 18 juliol 1988 — 17 octubre 1988    | Dirk Mudge                  | Finances i Afers Governamentals                   | Democratic Turnhalle Alliance     |
| 18 octubre 1988 — desembre 1988     | Andreas Shipanga            | Conservació Ambiental, Mineria, Comerç i Turisme  | SWAPO Democrats                   |
| desembre 1988 — gener 1989          | Andrew Matjila              | Educació i Institució Central de Personal         | Democratic Turnhalle Alliance     |
| gener 1989 — 28 febrer 1989         | Harry Booysen               |                                                   | Labour Party of Namibia           |